# Martigny-le-Comte
Martigny-le-Comte település Franciaországban, Saône-et-Loire megyében. Lakosainak száma 404 fő (2022. január 1.). Martigny-le-Comte Ballore, Baron, Ciry-le-Noble, Le Rousset-Marizy, Mornay, Pouilloux, Saint-Bonnet-de-Vieille-Vigne és Viry községekkel határos.

## Népesség
A település népességének változása:
| Lakosok száma | 425  | 424  | 428  | 417  | 414  | 410  | 407  | 402  | 404  |
|               | 2013 | 2015 | 2016 | 2017 | 2018 | 2019 | 2020 | 2021 | 2022 |